# HD 88849
HD 88849，又名BD+71 534，SAO 7099、HR 4021，是一颗恒星，视星等为6.66，位于銀經138.45，銀緯41.12，其B1900.0坐标为赤經10h 9m 47.4s，赤緯+71° 41.12′ 36″。